# ファウスティーノ・アスプリージャ
ファウスティーノ・アスプリージャ（Faustino Hernán Asprilla Hinestroza, 1969年11月10日 - ）は、コロンビア出身の元サッカー選手。元コロンビア代表。ポジションはフォワード。

## クラブ経歴
トゥルアの貧しい家に生まれた。父親はサトウキビ農園で働いていて、6人の子供たちを養っていた。サルミエント・ローラでサッカーを学び、1988年にククタ・デポルティーボでプロデビュー、デビューイヤーは17試合で7得点を記録したが、審判に対しての暴力行為で出場停止になったこともあった。翌1989年にアトレティコ・ナシオナルへと移籍し、ここでプレーに磨きをかけた。
1992年のバルセロナオリンピック南出場権したが、オリンピックではグループリーグ最下位に終わった。大会後にイタリアのパルマACへ移籍。しかし加入当初、ネヴィオ・スカラ監督や周囲から活躍できるのか、懐疑的な目で見られていた。開幕のアタランタ戦で良いプレーを見せるなど、評価を上げた。翌1993年3月にACミラン戦では、その当時58試合無敗記録を打ち立てたミランに対しフリーキックから得点を決め1-0で下し記録を阻止する活躍を見せた。またUEFAカップウィナーズカップでは準決勝のアトレチコ・マドリードとの第1戦で2ゴールを決めた。怪我で準決勝第2戦と決勝を欠場したが、チームは優勝を果たした。
1993-94シーズンにSSCナポリから移籍したジャンフランコ・ゾラとのコンビプレーを組み、リーグ戦27試合で10得点を挙げた。1994-95シーズンにはUEFAカップ決勝でユヴェントスを破り初優勝を成し遂げ、リーグ戦でも優勝争いに貢献したが、このシーズン、プレーよりもスキャンダルが報じられる様になった。一定のゴールは決めたものの、スカラ監督とも徐々に不仲になるなど、以前程のプレーが出来なくなっていた。
1995-96シーズン、新外国人選手の獲得もあり、出場機会を大幅に減らし、シーズン折り返し時に、イングランド・プレミアリーグのニューカッスル・ユナイテッドへ放出された、リーグ戦では、際立った活躍はできなかったが、ヨーロッパのカップ戦では活躍、特に1997-98シーズンのチャンピオンズリーグではバルセロナ相手にハットトリックを決めた。
1997-98シーズン後半、3年契でにパルマへ復帰。しかし、殆ど出場機会が無く、ベンチ要員となった。1998-99シーズン、2度目のUEFAカップ優勝、コッパ・イタリア優勝も果たした。 １1999年に、ブラジルのパルメイラス移籍、コパ・リベルタドーレスでは決勝に進んだが、ボカ・ジュニアーズとの決勝第2戦のPK戦でPKを外し、優勝を逃した。その後、南米の様々なクラブを渡り歩き、2005年に故郷トゥルアにあるコルトゥルアで35歳で現役を引退した。

## 代表経歴
U-22コロンビア代表として1992年バルセロナオリンピックに出場。
コロンビア代表としては1993年6月6日のワールドカップ・アメリカ大会南米予選のチリ代表戦で代表デビュー、代表初ゴールとなった決勝点を挙げた。コパ・アメリカ以降、チームの中心選手となった。同年9月5日、敵地のアルゼンチン代表戦では相手守備陣を翻弄し2得点1アシストを決める活躍を見せ、ワールドカップ出場権を獲得。この試合で自身の評価を高めた（試合は5-0のスコアでコロンビアの勝利）。
この時のカルロス・バルデラマ、フレディ・リンコン、エスコバルら個性的な選手を擁したチームは前評判が高く、優勝候補の一角に推す声もあった。しかし、初戦でルーマニア代表にで敗れた。スイス戦では1アシストを決めて勝利したが、グループリーグ敗退に終わった。1998年のワールドカップ・フランス大会では、グループリーグ初戦に出場したのみに終わった。
代表としての通算成績は国際Aマッチ57試合出場20得点。

## 人物
1990年代にコロンビアを牽引したストライカーで、瞬発力に優れ、俊足と高い身体能力、意外性のあるプレーで得点をあげた。両足が使え、パワフルで正確なシュートを放った。素行と言動に問題があるトラブルメーカーとして知られ、ピッチ外では、アルコール、女性問題、武器の使用などの問題もあったが、陽気な性格で人々から愛された。

## 代表歴

### 出場大会
- 1991年 - 1992年 U-22コロンビア代表
  - 1992年 - バルセロナオリンピック
- 1993年 - 2000年 コロンビア代表
  - 1994年 - FIFAワールドカップ (グループリーグ)
  - 1998年 - FIFAワールドカップ (グループリーグ)

### 試合数
- 国際Aマッチ 57試合 20得点（1993年-2001年）[4]

| コロンビア代表 | 国際Aマッチ | 国際Aマッチ |
| 年             | 出場        | 得点        |
| -------------- | ----------- | ----------- |
| 1993           | 10          | 3           |
| 1994           | 5           | 0           |
| 1995           | 10          | 2           |
| 1996           | 8           | 8           |
| 1997           | 7           | 2           |
| 1998           | 5           | 0           |
| 1999           | 2           | 4           |
| 2000           | 5           | 1           |
| 2001           | 5           | 0           |
| 通算           | 57          | 20          |

## タイトル
アトレティコ・ナシオナル
- コロンビア・プロサッカーリーグ : 1回 (1991)
- コパ・インテラメリカーナ : 1回 (1989)

パルマ
- コッパ・イタリア : 1回 (1998-99)
- UEFAカップウィナーズカップ : 1回 (1992-93)
- UEFAスーパーカップ : 1回 (1993)
- UEFAカップ : 2回 (1994-95, 1998-99)

パルメイラス
- リオ・サンパウロ州選手権 : 1回 (2000)
- コパ・ドス・カンピオンイス : 1回 (2000)